# Теферич (Струга)
Вижте пояснителната страница за други значения на Теферич.
Теферич (на македонска литературна норма: Теферич; на албански: Teferiçi) е квартал на град Струга, Република Македония.

## География
Теферич е разположен на километър западно от Струга, в югозападния край на Стружкото поле по пътя към Радолища. В Теферич е разположен Стружкият затвор.

## История
В 2013 година в Теферич е открит паметник на българо-албанското Охридско-Дебърско въстание с текст само на албански, който предизвиква спорове между македонската и албанската общност в Струга.